# 黃昏特快瑞風號列車
黃昏特快瑞風號列車（日语：／ mizukaze），是西日本旅客鐵道（JR西日本）所開行的頂級郵輪式臥鋪列車，於2017年6月17日开行。有別於JR西日本以往的臥鋪列車，此列車以套裝旅遊的方式銷售，並不單賣車票。主要运行区间为京阪神地区和山阴山阳地区。

## 概要
1989年7月21日首航的黃昏特快號列車（英語：TWILIGHT EXPRESS），在經過26年多的營運後，因北陸新幹線通車，而在2015年3月12日開出末班車後終止營運。JR西日本為發展所轄路線的頂級觀光旅遊市場，於2015年2月宣佈新造臥鋪列車，並繼承TWILIGHT EXPRESS之名，將此新車命名為「TWILIGHT EXPRESS 瑞風」。
「瑞風」指的是清新的風，又象徵吉祥的風，同時也是日本的古名「瑞穗之國」。

## 历史
- 2014年5月21日：JR西日本宣布临时寝台列车黃昏特快號列車的後续车型计划[10]。
- 2015年
  - 2月19日：正式宣布後续车型名称为“TWILIGHT EXPRESS 瑞風”[11]。
  - 3月12日：大阪和札幌间的黃昏特快號列車运行终止[12]。
  - 6月18日：确定并发表除追加线路以外的黃昏特快瑞風號列車所有正式运行计划[13]。
- 2016年
  - 2月22日：在官方网站公布由近畿車輛和川崎重工共同负责列车制造工作[14]。
  - 3月21日：前身团体旅行专用特别黄昏特快号列车运行终止[15]。
  - 3月30日：由川崎重工负责制造的5节（2，3，4，8，9号车厢）车厢以黑色包装初次登场[16]。
  - 8月15日：由近畿車輛负责制造的2节（1，10号车厢）车厢同样以黑色包装登场[17]。
  - 8月27日：在试运行前以4节车厢编组的方式搬运至後藤车辆中心进行点检和整备[18]。
  - 在山陽本線進行試運行的瑞風號（2017年4月）9月下旬：计划以4节车厢编组进行试运营[19]。

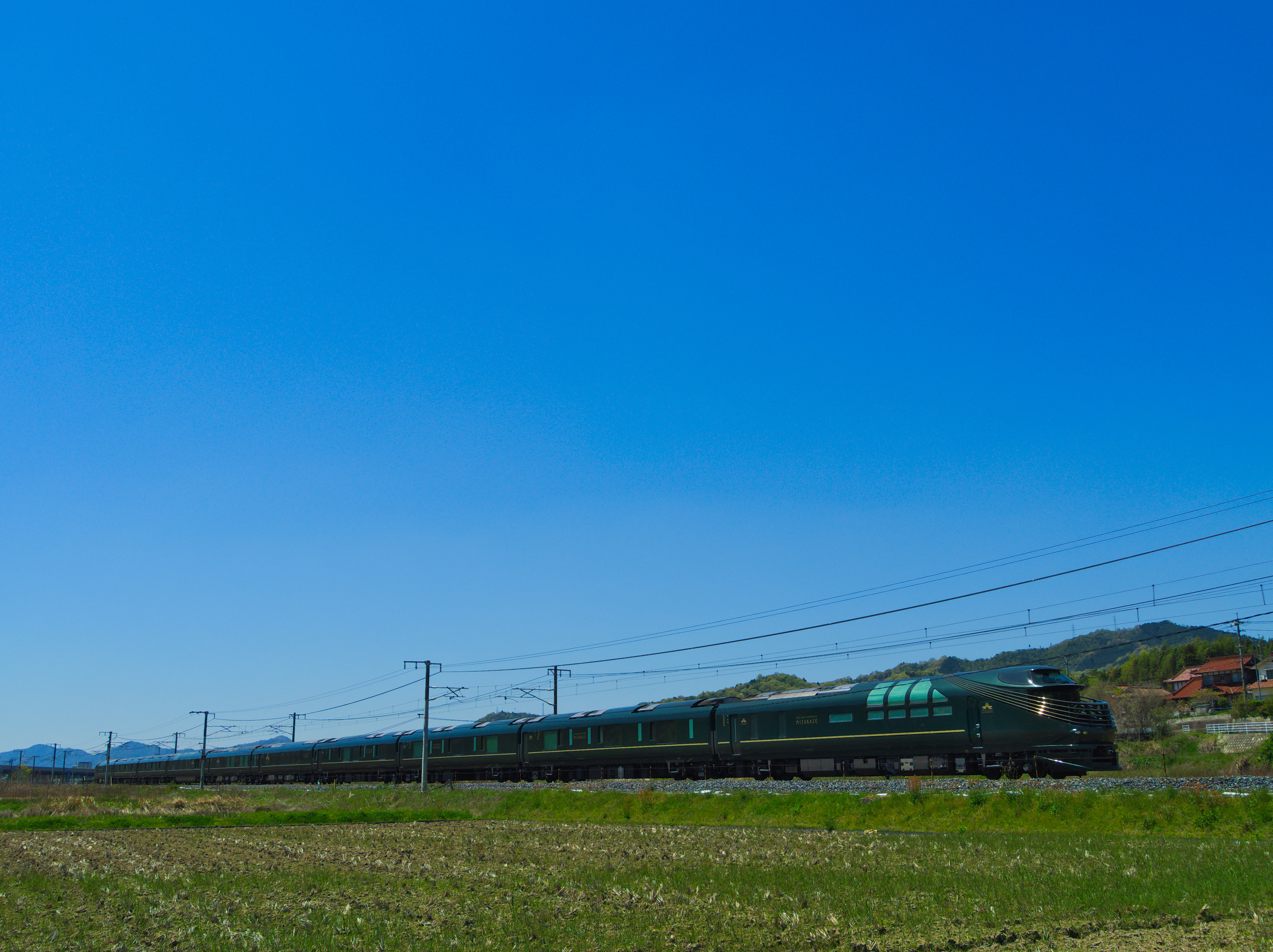
在山陽本線進行試運行的瑞風號（2017年4月）

  - 11月29日：在记者会上宣布于2017年6月17日开始运营，同时宣布将开行瑞风巴士[20]。
  - 12月13日：近畿车辆制造的3节（5，6，7号车厢）车厢出厂，1编成10节车厢全部完成[21]。
  - 12月19日：10节车厢编成的列车正式开始试运行[22]。
- 2017年
  - 2月23日：黑色包装被移除，正式公开车辆外观[23]。
  - 6月17日：开始正式运营[24]。
  - 10月4日：荣获好设计奖BEST100[25]。
- 2018年
  - 5月11日：根据日本食品卫生法，在5号车厢休息室发现有不符合标准的水质，因此对全部车厢的水箱进行了检测，受此影响而暂停运行[26]。
  - 5月21日：检查结束恢复运行[26]。
  - 7月7日：受西日本暴雨的影响而暂停运行[27][28]。
  - 7月18日：恢复运行。但由于大雨山陽本線运行中断，改经由山陰本線进行运营[29][30][31][32]。
  - 10月2日：山阳本线预计恢复通行[33]，但受颱風潭美的影响，山阳本线部分路段再次中断[34]。
  - 10月20日：山阳本线全线復通，山阳线路，周游线路（除吳線以外）恢复运行[35][36][37][38]。山陽本線 和気駅-熊山駅
- 2020年

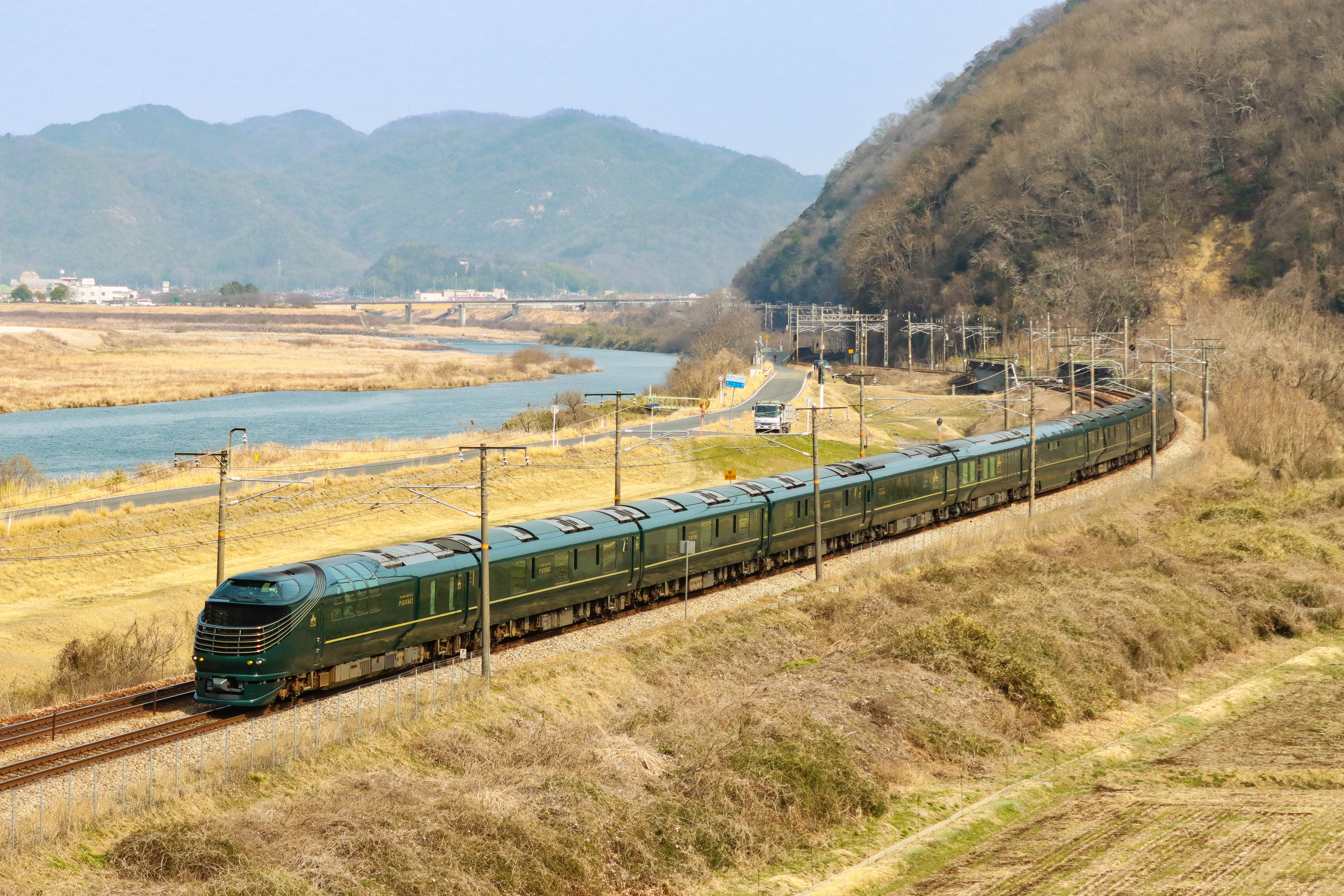
山陽本線 和気駅-熊山駅

  - 1月：宣布因车辆定期检查和品质提升等原因，列车将从2020年6月22日至11月末暂停运行[39]。

## 运行区间
山阳路线（下行）1夜2日
- 第一日：京都站・大阪站 → 倉敷站 → （五日市車中过夜）
- 第二日：（五日市車内过夜）→ 岩国站 → 下关站

山阳线路（上行）1夜2日
- 第一日：下关站 → 宮島口站 → （車中过夜）
- 第二日：（車内过夜）→早晨从吴线折返（※三原站→廣站→三原站）[40]→ 尾道站 → 大阪站・京都站

山阴路线（下行）1夜2日
- 第一日：大阪站・京都站 → 城崎温泉站 → （車中过夜）
- 第二日：（車内过夜）→ 東萩站・萩站[41]→ 下关站

山阴路线（上行）1夜2日
- 第一日：下关站 → 出雲市站 → （車中过夜）
- 第二日：（車内过夜）→早晨从伯備線折返(※伯耆大山站→岸本站→伯耆大山站)[40]→鳥取站 → 京都站・大阪站
- ※冬季会从伯耆大山站出发在江尾站折返。

山阳山阴路线（周游）2夜3日
- 第一日：京都站・大阪站 → 岡山站 → （下关车中过夜）
- 第二日：（下关車内过夜）→ 宍道站・松江站 → （車中过夜）
- 第三日：（車内过夜）→早晨从伯備線折返(※伯耆大山站→岸本站→伯耆大山站)[40]→ 東滨站 → 京都站・新大阪站
- ※冬季会从伯耆大山站出发在江尾站折返。

山阴路线2夜3日（山阳本线部分区间暂停通行）
- 第一日：大阪站・京都站 → 城崎温泉站 →（滨田站折返・車中过夜）
- 第二日：（滨田站折返・車中泊）→ 宍道站・松江站 → （車中过夜））
- 第三日：（車中过夜）早晨从伯備線折返(※伯耆大山站→岸本站→伯耆大山站)→ 東滨站 → 京都站・新大阪站（
- 从2018年7月18日起因山阳本线部分区间暂停通行，山阴路线2夜3日第一日变更为从滨田站折返[42][27][28]。随着山阳本线恢复通行预计于同年10月3日起恢復原路线[33]，但受18号台风的影响，从10月3日起停止运行[34]，10月24日恢復[35][36][37][38]。

## 圖片集

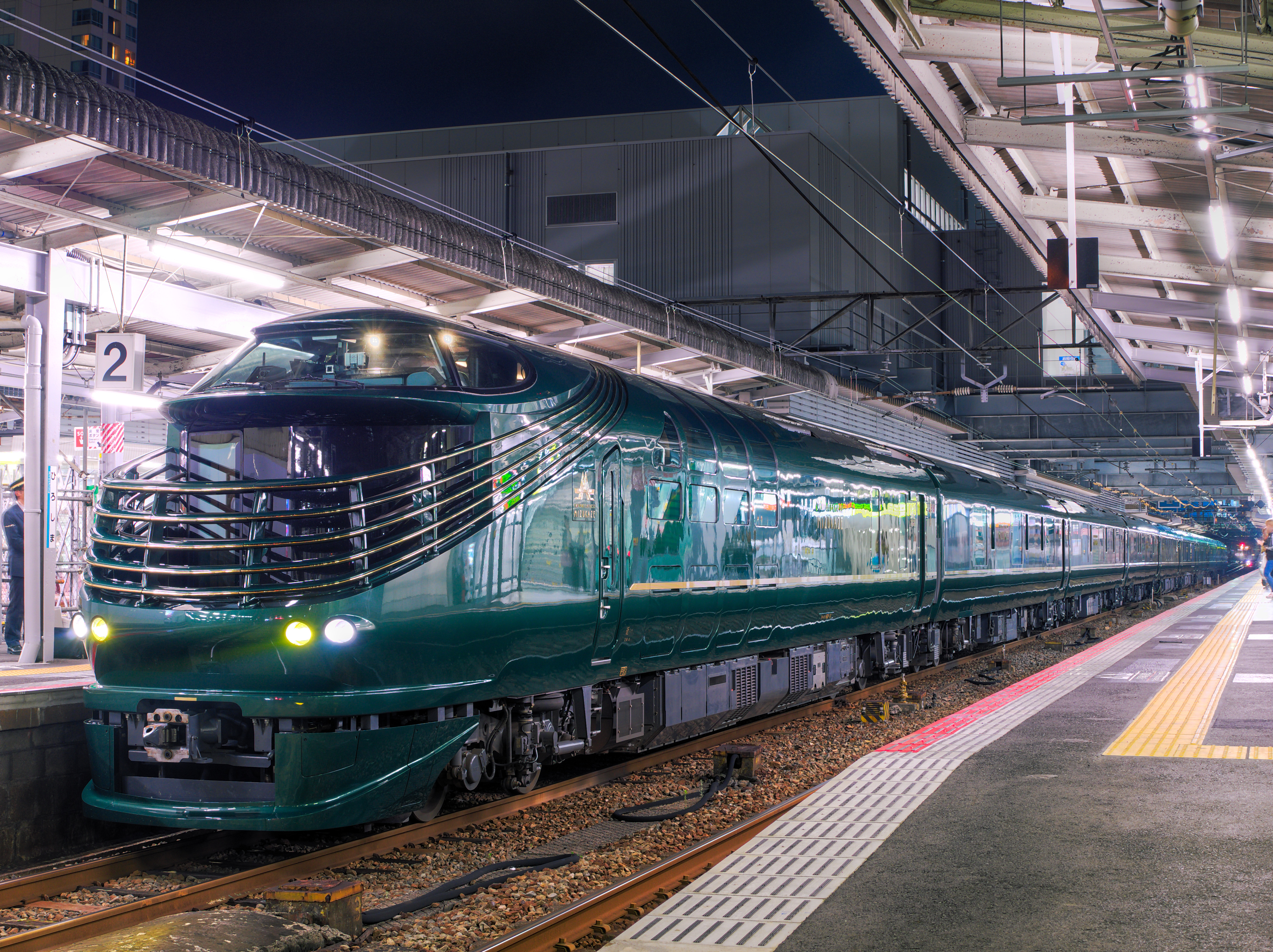
廣島停車中的瑞風號

## 相關網站
- 「TWILIGHT EXPRESS 瑞風 MIZUKAZE」官方網站（日文）：https://www.twilightexpress-mizukaze.jp/ （页面存档备份，存于）